# Amietophrynus langanoensis
Amietophrynus langanoensis е вид земноводно от семейство Крастави жаби (Bufonidae).

## Разпространение
Видът е разпространен в Етиопия.